# Люблінянка (спортивний клуб)
Спортивний клуб «Люблінянка» (пол. Klub Sportowy Lublinianka) — польський футбольний клуб з міста Люблін, заснований у 1921 році. Виступає в Четвертій лізі. Домашні матчі приймає на стадіоні Люблінянки, місткістю 440 глядачів.

## Назви
- 1921—1923: Військовий спортивний клуб «Люблін»;
- 1923—1926: Спортивний клуб «Люблінянка»;
- 1926—1944: Військовий спортивний клуб «Унія Люблін»;
- 1944—1950: Військовий спортивний клуб «Люблінянка»;
- 1950—1953: Регіональний військовий спортивний клуб «Люблін»;
- 1953—1954: Гарнізонний військовий спортивний клуб «Люблін»;
- 1954: Огніво Люблін;
- 1954—1994: Військовий спортивний клуб «Люблінянка»;
- 1994—2002: Спортивний клуб «Люблінянка»;
- 2002—2011: Акціонерне товариство «Спортивний клуб «Люблінянка»;
- 2011—2013: Спортивний клуб «Люблінянка — Вєнява»;
- з 2013: «Спортивний клуб «Люблінянка».